# Kinema-Jumpō-Preis
Die Kinema-Jumpō-Preise (jap. キネマ旬報ベスト・テン, Kinema jumpō besuto ten, dt. „Die besten Zehn der Kinema Jumpō“), auch Kinema Junpo Best Ten genannt, sind nationale, japanische Filmpreise, die seit 1924 verliehen werden. Sie sind somit älter als der Japan Academy Film Prize und sogar älter als die US-amerikanischen Academy Awards. Initiator der Preise ist das Magazin Kinema Jumpō. Die Verleihung findet jährlich im Februar statt. Einzige Unterbrechungen waren die Kriegsjahre von 1943 bis 1945. Seit 1972 gibt es neben den regulären Kategorien auch verschiedene Publikumspreise.